# ОК Будућност Подгорица
Одбојкашки клуб Будућност Подгорица је одбојкашки клуб из Подгорице, Црна Гора. Тренутно се такмичи у Првој лиги Црне Горе.
Клуб је основан 1936. године и то је најстарији одбојкашки клуб у Црној Гори. 1977. клуб се фузионише са клубовима 13. мај и Пролетер. Од 1991. се такмичи у елитном рангу, прво СР Југославије, затим Србије и Црне и на крају Црне Горе.

## Успеси
| Такмичење                | Такмичење                | Број                     | Година |                          |                          |
| Национално првенство - 5 | Национално првенство - 5 | Национално првенство - 5 | Национално првенство - 5                                                                                   | Национално првенство - 5 | Национално првенство - 5 |
| ------------------------ | ------------------------ | ------------------------ | --- | ------------------------ | ------------------------ |
| Прва лига СРЈ / СЦГ      | Првак                    | 3                        | 2001/02, 2004/05, 2005/06.                                                                                 |                          |                          |
| Прва лига СРЈ / СЦГ      | Други                    | 1                        | 1997/98.                                                                                                   |                          |                          |
| Првенство Црне Горе      | Првак                    | 2                        | 2006/07, 2007/08.                                                                                          |                          |                          |
| Првенство Црне Горе      | Други                    | 12                       | 2008/09, 2009/10, 2010/11, 2011/12, 2012/13, 2013/14, 2014/15, 2017/18, 2018/19, 2020/21, 2021/22, 2002/23 |                          |                          |
| Национални куп - 4       |                          |                          | |                          |                          |
| Куп СРЈ / Куп СЦГ        | Победник                 | 1                        | 2000/01.                                                                                                   |                          |                          |
| Куп СРЈ / Куп СЦГ        | Финалиста                | 3                        | 1999/00, 2002/03, 2005/06.                                                                                 |                          |                          |
| Куп Црне Горе            | Победник                 | 3                        | 2006/07, 2007/08, 2008/09                                                                                  |                          |                          |
| Куп Црне Горе            | Финалиста                | 9                        | 2009/10, 2010/11, 2011/12, 2012/13, 2013/14, 2017/18, 2020/21, 2021/22, 2022/23                            |                          |                          |